# جورج هاي
جورج هاي (بالإنجليزية: George Hay)‏ هو قاضي ومحامي وسياسي أمريكي، ولد في 17 ديسمبر 1765، وتوفي في 21 سبتمبر 1830.